# Francisca López Torrecillas
Francisca López Torrecillas es una catedrática de psicología conductual de la Universidad de Granada. 

## Biografía
Colegiada del Centro de Investigación Mente, Cerebro y Comportamiento (CIMCYC) dentro de la Universidad de Granada. Realiza investigaciones de Psicología Conductual, llevando a cabo varios estudios destacados de este campo: sobre Nomofobia, y también sobre trastorno obsesivo-compulsivo. Ha liderado y coordinado como psicóloga clínica el programa de Intervención en tabaquismo dentro de la Universidad de Granada, como iniciativa para dejar el tabaco. También realiza colaboraciones con el Dr. A. Thomás McLellan del Treatment Research Institute y en el Pennsylvania Center for Studies of Addiction.

## Obra
Ha publicado 48 artículos de investigaciones de los cuales, 15 están publicados en revistas de investigación de gran impacto y 10 artículos se encuentran indexados en bases de datos de referencia.
Actualmente alcanza una enorme visibilidad en la comunidad universitaria debido a la ingeniosa campaña política que desarrolla con el objetivo de ser elegida nueva rectora de la Universidad de Granada.